# Manufacture Impériale de Porcelaine
Pour les articles homonymes, voir IFZ.
La Manufacture impériale de porcelaine (en russe, Императорский Фарфоровый Завод ; romanisé, Imperatorskii Farforovyi Zavod ou IFZ) est une manufacture de porcelaine. Elle a été créée en 1744 sur ordre de l'impératrice Elisabeth à Saint-Pétersbourg. 

## Histoire

### Avant 1917
La Manufacture impériale de porcelaine a été fondée par l’impératrice Elisabeth, en 1744 à Saint-Pétersbourg, où un scientifique russe, Dimitri Vinogradov (1720 - 1758) mit au point les méthodes de production de la première porcelaine russe.
La Manufacture appartenait à la famille impériale, et cette porcelaine très fine était fort prisée à la Cour. 
Le prestige de la Manufacture impériale est né de la production de luxueux services de table commandés par l’impératrice Catherine II pour son usage personnel, certains de ces services comprenant plus de mille pièces. 
Pour orner ses nombreux palais de Saint-Pétersbourg, elle commande également des vases et des objets de porcelaine sculptés en harmonie avec la magnificence de la décoration intérieure.
À la fin du XVIIIe siècle, la Manufacture impériale est considérée comme produisant la porcelaine la plus raffinée de Russie et même d’Europe, alliant un style personnel à un goût esthétique parfait.
Par la suite, les artistes de la Manufacture continuent d’étonner le monde par la très haute qualité de la porcelaine et des dessins qui la décorent. Ils réalisent de superbes compositions de fleurs en porcelaine ou copient les célèbres tableaux des maîtres européens des collections du musée de l'Ermitage.

### Après 1917
L’entreprise est nationalisée en octobre 1917.
Dans l’histoire de l’art décoratif, l’époque soviétique est marquée par l’unique témoignage de « la propagande communiste sur porcelaine » réalisé par « l’Usine de Porcelaine d’Etat », qui reflète toutes les tendances artistiques et sociales de cette époque.
Au cours des années 1920, de nombreux artistes participent aux créations de porcelaine, entre autres : Kasimir Malevitch, Vassily Kandinsky, Ilia Tchachnik.
En 1925, pour le 200e anniversaire de l’Académie des sciences de Russie, la Manufacture prend le nom du fameux scientifique russe M. Lomonossov.
En 1932, Nikolaï Souetine prend la tête des opérations. Pour créer de nouvelles formes de porcelaine soviétique, les sculpteurs se sont tournés vers des formes géométriques simples (sphère, cylindre et ovoïde), mettant en œuvre les idées du suprématisme dans la porcelaine.
Après la guerre, la peintre Anna Yatskevich crée le motif du filet de cobalt, inspiré d’un service élisabéthain. Ce motif, célèbre pour sa noblesse et son élégance classique, est devenu la marque de fabrique de l’usine et le reste encore aujourd'hui. 
Entre 2002 et 2007, elle prend progressivement le contrôle du groupe Deshoulières en France.
L'usine a retrouvé son nom d'origine en 2005, elle est aujourd'hui l'un des leaders mondiaux de la production de porcelaine.